# Dub letní u Porubského zámečku
Dub letní u Porubského zámečku je památný dub letní (Quercus robur L.) v Zámeckém parku v městském obvodu Poruba města Ostrava. Geograficky se nachází v nížině Ostravská pánev v Moravskoslezském kraji v regionu Horní Slezsko.

## Galerie

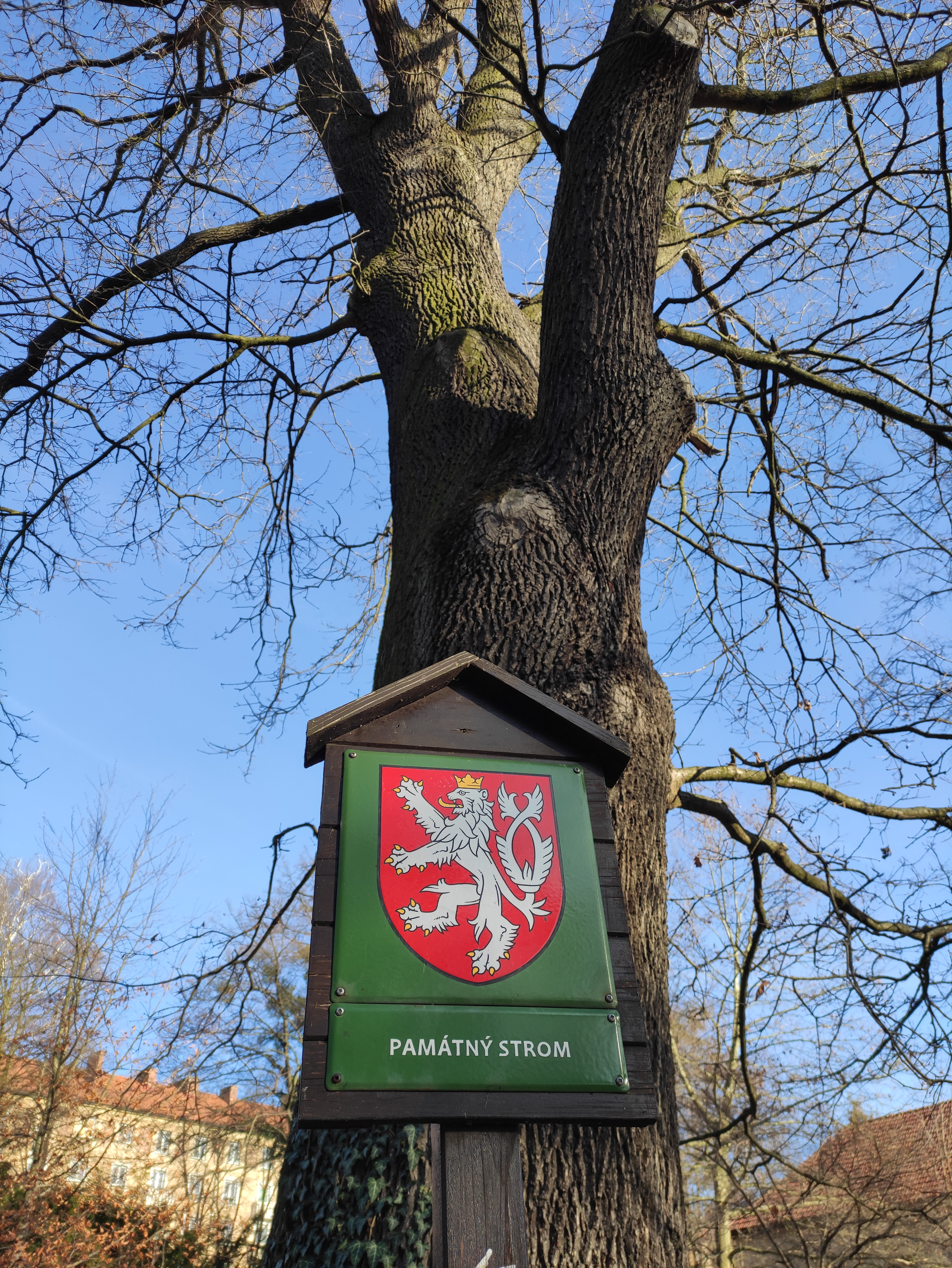
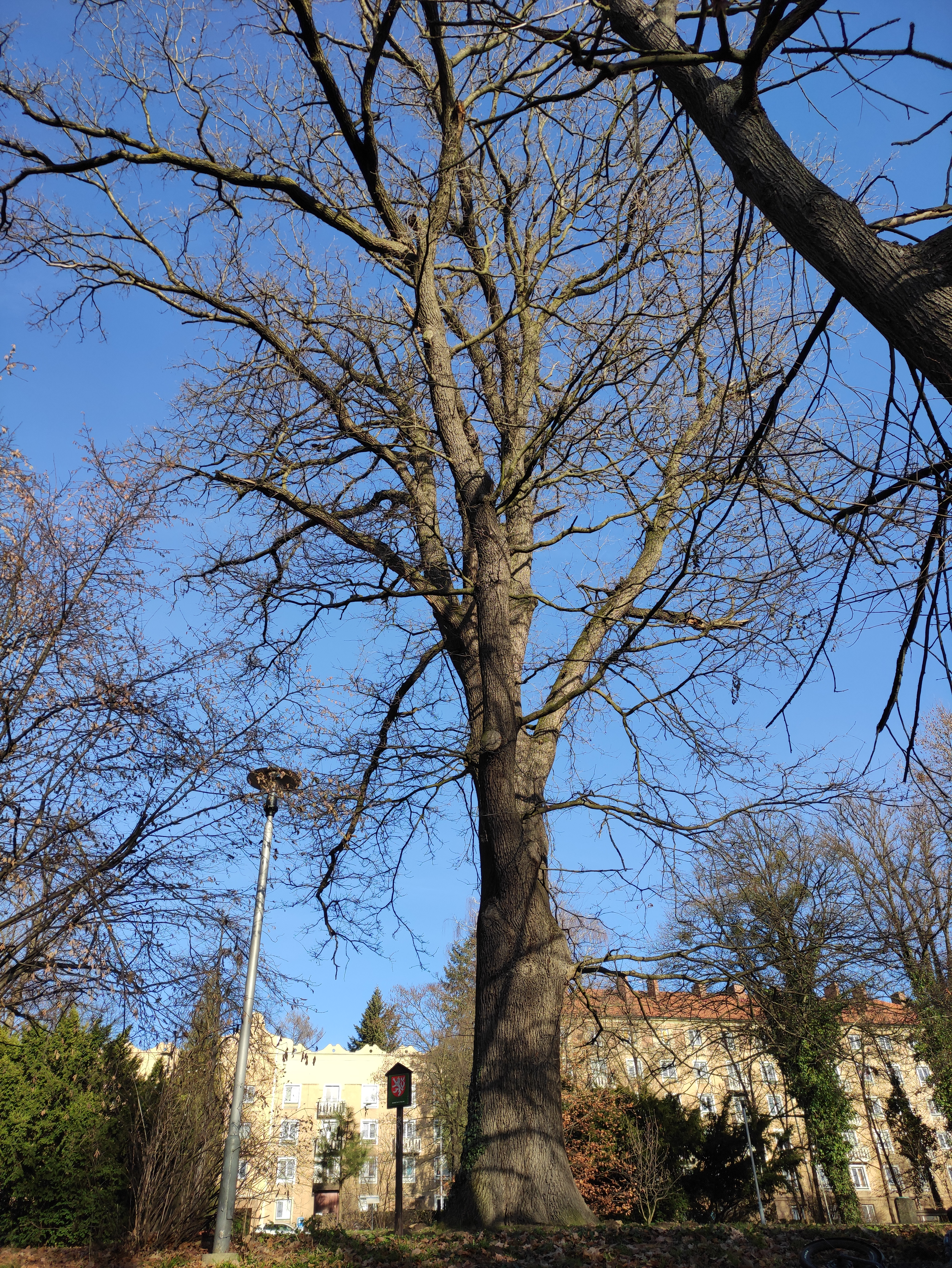

## Další informace
Dub letní u Porubského zámečku se nachází v nadmořské výšce 240 m poblíž Porubského zámku a je v dobré kondici.
| Výška stromu                 | 25,0 m (dle údajů z roku 2011)                              |
| Obvod kmene ve výčetní výšce | 4,28 m (dle údajů z roku 2011)                              |
| Ochranné pásmo               | vyhlášené – kruh o průměru 15 m se středem v ose paty kmene |
| Datum prvního vyhlášení      | 11. května 2011                                             |